# Szyfrogram (kryptografia)

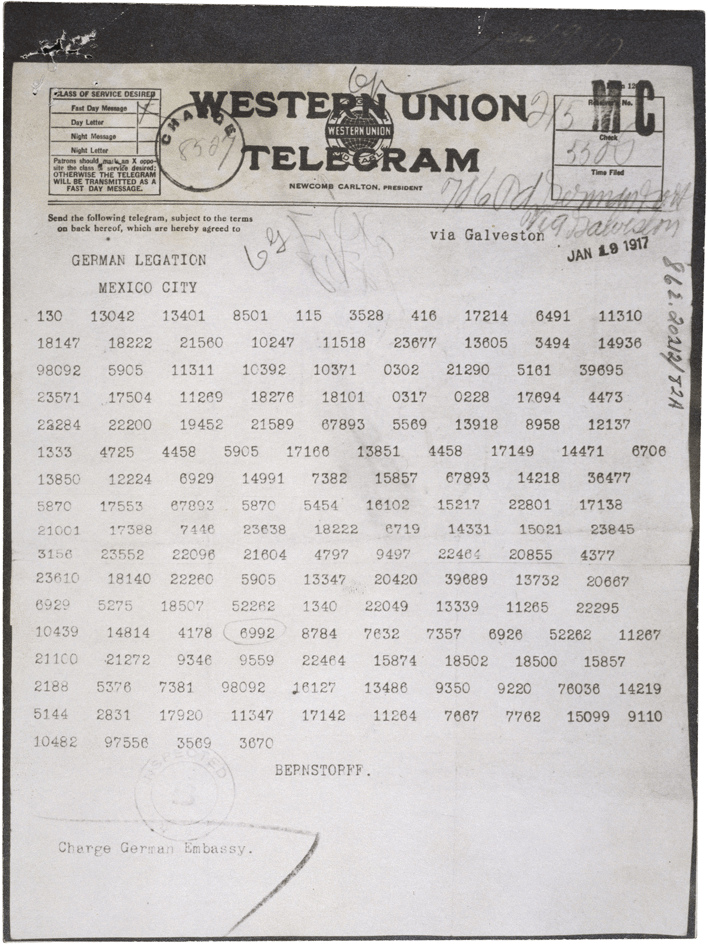
Telegram Zimmermanna

Szyfrogram (lub inaczej kryptogram) – wiadomość, dane w postaci zaszyfrowanej.